# Nachal Galim
Nachal Galim (hebrejsky: נחל גלים, arabsky: Vádí al-Ajn) je vádí v severním Izraeli, v pohoří Karmel a v pobřežní nížině.
Začíná v nadmořské výšce přes 400 metrů nad mořem, v hřebenové partii pohoří Karmel, jižně od hory Har Tlali a areálu Haifské univerzity, při lokální silnici 672. Odtud vádí směřuje k západu a severozápadu zalesněnou krajinou, přičemž se prudce zařezává do terénu a vytváří mohutný kaňon. Zleva přijímá vodní toky Nachal Kelach a Nachal Durim. Z jihu míjí okraj zastavěného území města Haifa (čtvrť Hod ha-Karmel), od které sem přitéká zprava boční vádí Nachal Neder. Pak se kaňon rozevírá a vádí vstupuje do pobřežní nížiny v prostoru města Tirat Karmel, na jehož okraji ještě přijímá zleva vádí Nachal Oranit. Prochází centrem města, pak po jeho jihozápadním okraji a ústí do Středozemního moře, přičemž předtím ještě podchází těleso železniční tratě a dálnice číslo 2.
Okolí horního toku vádí je turisticky využíváno. V prosinci 2010 byla oblast při horním toku Nachal Galim postižena lesním požárem, který zničil velkou část zdejších lesů.